# Chloridolum kurosawae
Chloridolum kurosawae là một loài bọ cánh cứng trong họ Cerambycidae.